# ايعال
ايعال هي إحدى القرى اللبنانية من قرى قضاء زغرتا في محافظة الشمال.

## المناخ
يظهر الجدول التالي التغييرات المناخية على مدار السنة لايعال:
| البيانات المناخية لـايعال         | البيانات المناخية لـايعال | البيانات المناخية لـايعال | البيانات المناخية لـايعال | البيانات المناخية لـايعال | البيانات المناخية لـايعال | البيانات المناخية لـايعال | البيانات المناخية لـايعال | البيانات المناخية لـايعال | البيانات المناخية لـايعال | البيانات المناخية لـايعال | البيانات المناخية لـايعال | البيانات المناخية لـايعال | البيانات المناخية لـايعال |
| الشهر                             | يناير                     | فبراير                    | مارس                      | أبريل                     | مايو                      | يونيو                     | يوليو                     | أغسطس                     | سبتمبر                    | أكتوبر                    | نوفمبر                    | ديسمبر                    | المعدل السنوي             |
| --------------------------------- | ------------------------- | ------------------------- | ------------------------- | ------------------------- | ------------------------- | ------------------------- | ------------------------- | ------------------------- | ------------------------- | ------------------------- | ------------------------- | ------------------------- | ------------------------- |
| متوسط درجة الحرارة الكبرى °م (°ف) | 16 (61)                   | 16 (61)                   | 19 (66)                   | 22 (72)                   | 25 (77)                   | 27 (81)                   | 29 (84)                   | 30 (86)                   | 29 (84)                   | 27 (81)                   | 22 (72)                   | 18 (64)                   | 23 (73)                   |
| المتوسط اليومي °م (°ف)            | 12 (54)                   | 12.5 (54.5)               | 14.5 (58.1)               | 17.5 (63.5)               | 20.5 (68.9)               | 23 (73)                   | 25.5 (77.9)               | 26.5 (79.7)               | 24.5 (76.1)               | 22 (72)                   | 17.5 (63.5)               | 14 (57)                   | 19.2 (66.6)               |
| متوسط درجة الحرارة الصغرى °م (°ف) | 8 (46)                    | 9 (48)                    | 10 (50)                   | 13 (55)                   | 16 (61)                   | 19 (66)                   | 22 (72)                   | 23 (73)                   | 20 (68)                   | 17 (63)                   | 13 (55)                   | 10 (50)                   | 15 (59)                   |
| المصدر: labans.com                |                           |                           |                           |                           |                           |                           |                           |                           |                           |                           |                           |                           |                           |